# 대구MBC 즐거운 오후 2시
《류강국, 조영주의 즐거운 오후 2시》는 대구MBC 표준FM(대구, 경북권 FM 96.5㎒, 김천 FM 98.7㎒, 와룡산 FM 100.3㎒)에서 매주 평일 오후 2시 5분부터 방송 중인 대구 경북 지역 라디오 예능 프로그램이다.

## DJ
- 류강국 (배우)
- 조영주

## 방송 시간
| 방송 채널      | 방송 기간                           | 방송 시간                                                            |
| -------------- | ----------------------------------- | -------------------------------------------------------------------- |
| 대구MBC 표준FM | 2000년 10월 23일 ~ 2004년 10월 24일 | 월~금요일 오후 2:30 ~ 오후 3:55, 토요일~일요일 오후 2:15 ~ 오후 3:55 |
| 대구MBC 표준FM | 2004년 10월 25일 ~ 2005년 4월 23일  | 월~금요일 오후 2:30 ~ 오후 3:55 토요일 오후 2:15 ~ 오후 3:55         |
| 대구MBC 표준FM | 2005년 4월 25일 ~ 2007년 10월 14일  | 평일 오후 2:30 ~ 오후 3:55, 주말 오후 2:15 ~ 오후 3:55               |
| 대구MBC 표준FM | 2008년 10월 13일 ~ 2010년 4월 25일  | 평일 오후 2:30 ~ 오후 3:55, 주말 오후 2:15 ~ 오후 3:55               |
| 대구MBC 표준FM | 2007년 10월 15일 ~ 2008년 10월 10일 | 평일 오후 2:30 ~ 오후 3:55                                           |
| 대구MBC 표준FM | 2010년 4월 26일 ~ 2012년 10월 21일  | 평일 오후 2:25 ~ 오후 3:55, 주말 오후 2:15 ~ 오후 3:55               |
| 대구MBC 표준FM | 2012년 10월 22일 ~ 2014년 1월 26일  | 평일 오후 2:20 ~ 오후 4:00, 주말 오후 2:15 ~ 오후 4:00               |
| 대구MBC 표준FM | 2014년 1월 27일 ~ 2017년 8월 20일   | 평일 오후 2:15 ~ 오후 4:00, 주말 오후 2:10 ~ 오후 4:00               |
| 대구MBC 표준FM | 2017년 12월 25일 ~ 2018년 2월 4일   | 평일 오후 2:15 ~ 오후 4:00, 주말 오후 2:10 ~ 오후 4:00               |
| 대구MBC 표준FM | 2017년 8월 21일 ~ 2017년 12월 24일  | 매일 오후 2:10 ~ 오후 4:00                                           |
| 대구MBC 표준FM | 2018년 2월 5일 ~ 2020년 3월 29일    | 평일 오후 2:15 ~ 오후 4:00, 주말 오후 2:05 ~ 오후 4:00               |
| 대구MBC 표준FM | 2020년 3월 30일 ~ 2023년 8월 13일   | 매일 오후 2:05 ~ 오후 4:00                                           |
| 대구MBC 표준FM | 2024년 3월 11일 ~ 2024년 6월 2일    | 매일 오후 2:05 ~ 오후 4:00                                           |
| 대구MBC 표준FM | 2023년 8월 14일 ~ 2024년 3월 10일   | 월~토요일 오후 2:05 ~ 오후 4:00, 일요일 오후 2:05 ~ 오후 3:30        |
| 대구MBC 표준FM | 2024년 6월 3일 ~ 2024년 9월 1일     | 평일 오후 2:05 ~ 오후 3:53, 주말 오후 2:05 ~ 오후 4:00               |
| 대구MBC 표준FM | 2024년 9월 2일 ~ 2024년 9월 29일    | 평일 오후 2:10 ~ 오후 3:53, 주말 오후 2:05 ~ 오후 4:00               |
| 대구MBC 표준FM | 2024년 9월 30일 ~ 2025년 5월 30일   | 평일 오후 2:10 ~ 오후 3:53                                           |
| 대구MBC 표준FM | 2025년 6월 2일 ~ 현재               | 평일 오후 2:05 ~ 오후 4:00                                           |

## 동시간대 관련 경쟁 프로그램
- 102.3 뮤직스튜디오 (KBS 대구 2라디오)